# سيرجيو سالغادو
سيرجيو سالغادو (بالإسبانية: Sergio Salgado)‏ هو لاعب كرة قدم تشيلي في مركز الهجوم، ولد في 12 سبتمبر 1958 في تشيلان في تشيلي. شارك مع منتخب تشيلي لكرة القدم. أما مع النوادي، فقد لعب مع كولو-كولو ونادي أونيفرسيداد دي تشيلي ويونيون إسبانيولا.

## وصلات خارجية
- سيرجيو سالغادو على موقع ناشيونال فوتبول تيمز (الإنجليزية)
- سيرجيو سالغادو على موقع عالم كرة القدم.نت (الإنجليزية)